# Маргарета Крок

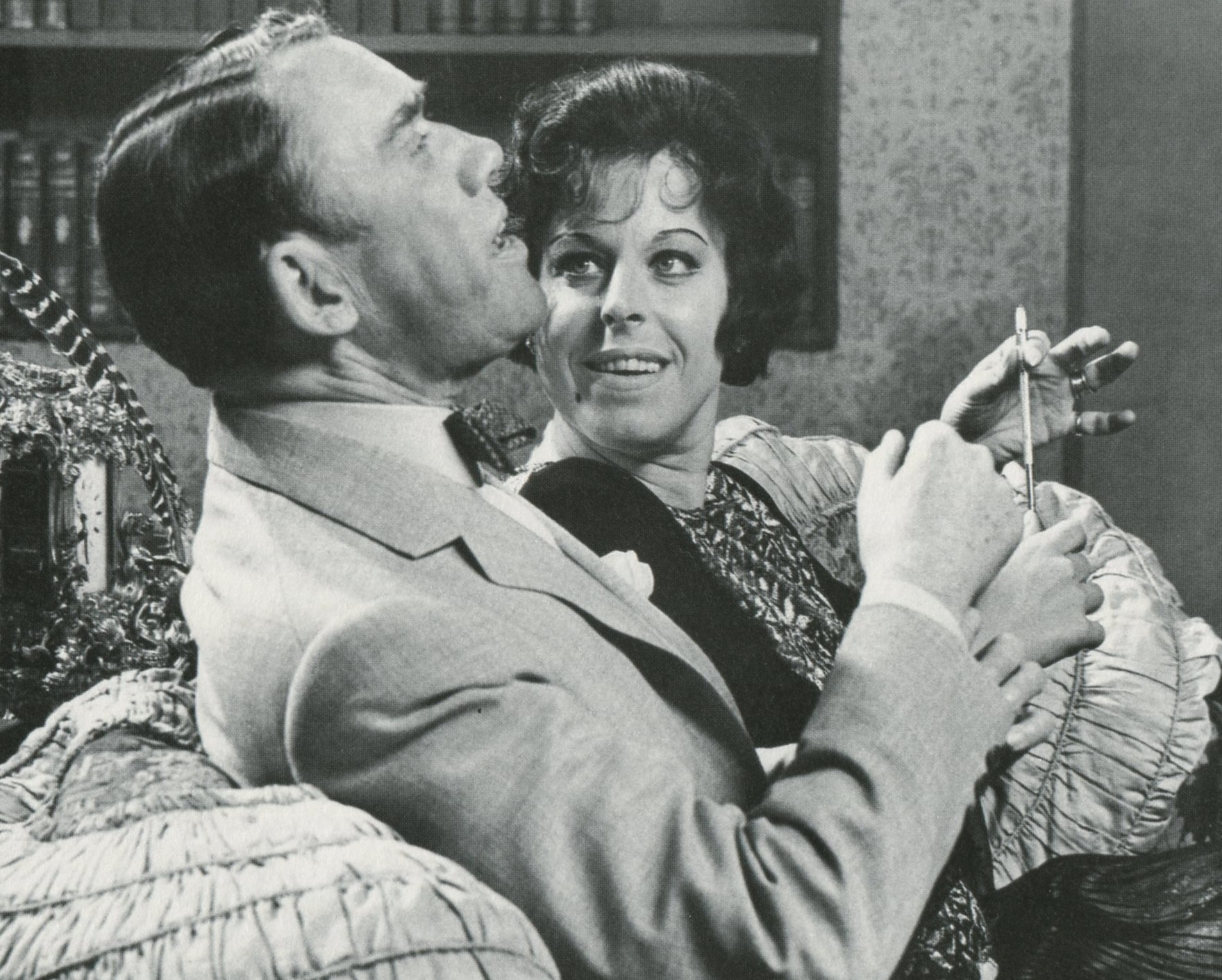
Маргарета Крок з Ульгтром Левенадлером, 1963 рік.

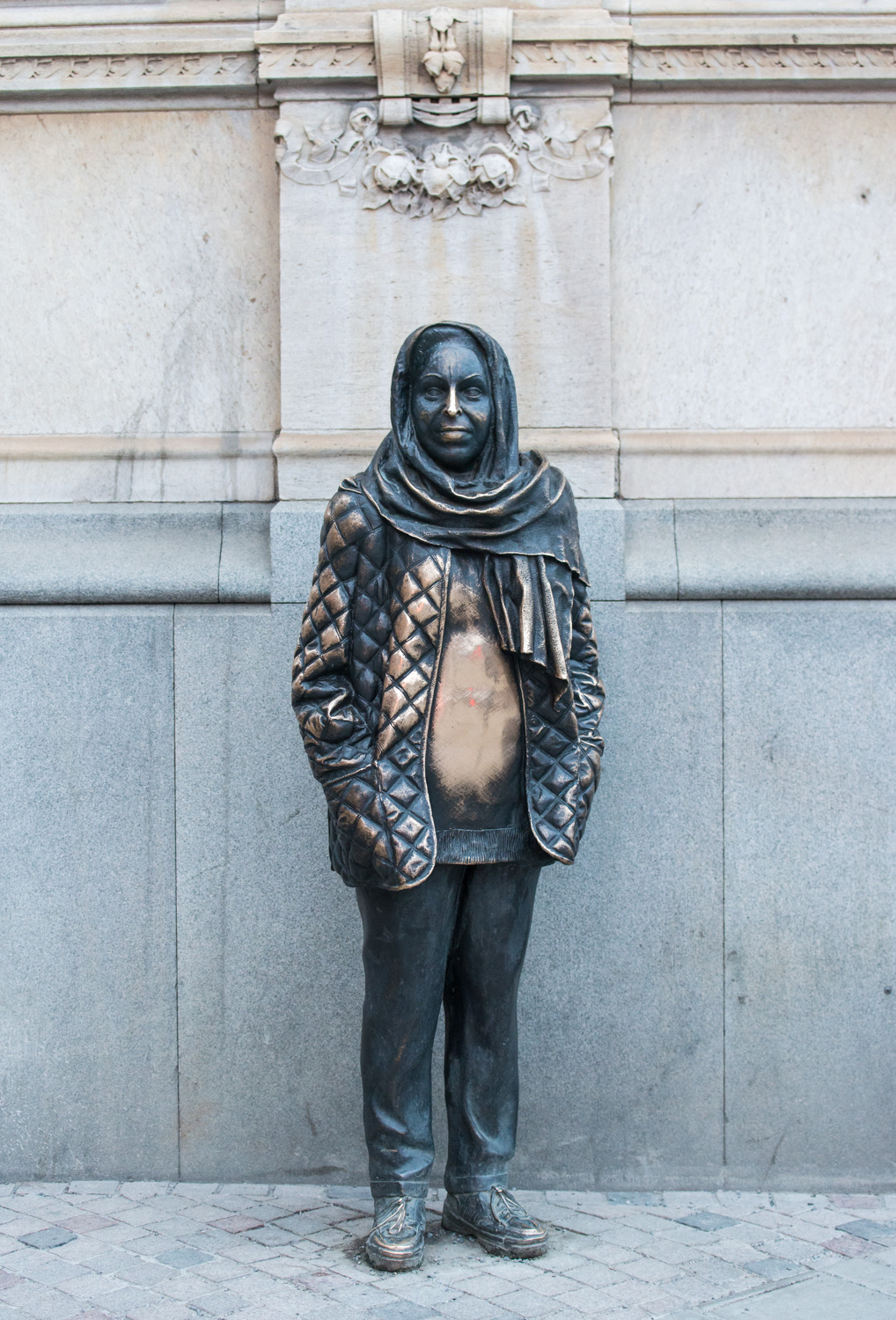
Статуя Маргарети Крок у Королівському драматичному театрі в Стокгольмі.

Маргарета Кнутсдоттер Крок-Хаммар (швед. Margaretha Knutsdotter Krook Hammar; 15 жовтня 1925, Стокгольм — 7 травня 2001, Стокгольм) — шведська актриса. Вважається однією з найвидатніших актрис XX століття, вміла грати як драматичні, так і комічні ролі. З 1997 по 2000 напередодні Нового року читала в Скансені поему Теннісона Ring Out, Wild Bells, виступ транслювався в прямому ефірі Sveriges Television (SVT).

## Біографія

### Ранні роки
Крок була дочкою майора Кнута Крока (1872—1947) і Маргарети Свенссон (1900—1989). Виросла в Норртельє. Попрацювавши після Другої світової війни деякий час стюардесою, вона переїхала з Риму в Стокгольм і вступила до театральної школи Королівського драматичного театру, щоб стати актрисою. Серед її однокласників були Ян-Улоф Страндберг, Аллан Едвалль, Ларс Екборг, Макс Фон Сюдов і Ян Мальмшё.

### Акторська кар'єра
За час акторської кар'єри Крок часто грала ролі сильних жінок, таких, як матінка Кураж , Гертруда Стайн або третя дружина Юджина О'Ніла, Карлотта Монтерей, в п'єсі Ларса Норена Och ge oss skuggorna, яка була екранізована для SVT.
Крок виконувала і комедійні ролі, як на сцені, так і в кіно, в тому числі зіграла матір у фільмі Йёста Екмана Morrhår och ärtor (1986), з'явилася в декількох фільмах Таге Даніельссона, включаючи Släpp fångarne loss, det är vår! (1975), за який отримала премію «Золотий жук» за кращу жіночу роль, і " Пригоди Пікассо " (1978). Також знімалася у Ханса Альфредсона і Поеля Рамельса в ревю Tingel tangel på Tyrol в 1989—1990 роках.
Популярність отримали і записи Крок на Шведському радіо в розважальній передачі På minuten, але в історію телебачення увійшов її вигук в телескетчі Skattkammarön — «Ta 'rej i brasan!». У 1974 році Крок була удостоєна стипендії О'Ніла. Для підростаючого покоління вона стала відома завдяки аудіозаписам дитячих книг Єви Бексельс з серії Morfar prosten, що були випущені  на касетах і компакт-дисках.

## Смерть і спадщина
Маргарета Крук померла від раку в лікарні Ерсте в Стокгольмі. 20 червня 2001 року вона була похована на кладовищі Галерварвскіркогорден на острові Юргорден в Стокгольмі. Незабаром після цього у Королівського драматичного театру з'явилася статуя актриси. Її встановили з ініціативи Марі-Луїзи Екман на тому кутку, де Маргарета Крок часто курила перед виступами. Пам'ятник перетворився в популярний туристичний об'єкт.

## Нагороди і премії
- 1966 — Стипендія Йёста Екмана
- 1974 — Стипендія Юджина O'Ніла
- 1975 — Королівська медаль Літератури і мистецтв
- 1976 — «Золотий жук» (за роль у фільмі Släpp fångarne loss, det är vår!)
- 1978 — Премія Талії від газети Dagbladet (за роль у п'єсі Kollontaj)
- 1993 — Театральна премія Шведської академії
- 1995 — Королівська золота медаль llis Quorum
- 1998 — Золота медаль Театральної асоціації[9]

## Вибрана фільмографія
- 1949 — Bara en mor
- 1950 — Mamma gör revolution
- 1951 — Fröken Julie
- 1954 — Karin Månsdotter
- 1954 — Storm över Tjurö
- 1954 — Salka Valka
- 1958 — Nära livet
- 1961 — Lita på mej, älskling!
- 1961 — Swedenhielms (телесеріал) (телевистава)
- 1961 — Lek ej med kärleken (телетеатр)
- 1962 — Fru Warrens yrke (телетеатр)
- 1962 — Värmlänningarna
- 1963 — Adam och Eva
- 1963 — Topaze (телетеатр)
- 1964 — Bröllopsbesvär
- 1964 — Svenska bilder
- 1966 — Persona
- 1966 — Träfracken
- 1966 — Adamsson i Sverige
- 1968 — Bombi Bitt och jag (телесеріал)
- 1969 — Bokhandlaren som slutade bada
- 1969 — Res till Mallorca!
- 1970 — Ministern
- 1972 — Mannen som slutade röka
- 1972 — Hemma hos Karlssons (телесеріал)
- 1973 — Bröllopet
- 1974 — Vita nejlikan eller Den barmhärtige sybariten
- 1974 — Modern och stjärnan
- 1975 — Släpp fångarne loss, det är vår!
- 1978 — Picassos äventyr
- 1978 — En vandring i solen
- 1980 — Sverige åt svenskarna
- 1981 — Snacka går ju…
- 1981 — Sopor
- 1981 — Liten Karin (телесеріал)
- 1983 — Colombe (телетеатр)
- 1985 — De flygande djävlarna
- 1986 — Gösta Berlings saga (телесеріал)
- 1986 — Morrhår och ärtor
- 1989 — Jönssonligan på Mallorca
- 1990 — Den hemliga vännen
- 1990 — Kära farmor (телесеріал)
- 1991 — Duo jag (телесеріал)
- 1992 — Den goda viljan
- 1993 — Nästa man till rakning (телесеріал)
- 1997 — Rika barn leka bäst
- 2000 — Gossip
- 2000 — Dinosaurier — röst till Eema
- 2000 — Brottsvåg (телесеріал)
- 2002 — Karlsson på taket — röst till tecknad film

## Театральні роботи
| Рік  | Роль                                       | Вистава автор                                                                                           | Режисер             | Театр                               |
| ---- | ------------------------------------------ | --- | ------------------- | ----------------------------------- |
| 1948 | Бетсі Тротвуд                              | «Девід Копперфільд» Макс Морей по роману Чарльза Діккенса                                               | Улле Хільдінг       | Королівський драматичний театр      |
| 1949 | Танцівеиця                                 | Lycko-Pers resa Август Стрінберг                                                                        | Йёран Йентеле       | Королівський драматичний театр      |
| 1949 | Летта                                      | «Смерть коммівояжера» Артур Міллер                                                                      | Альф Шеберг         | Королівський драматичний театр      |
| 1949 | Старуха                                    | Sanningens pärla Сакаріас Топеліус                                                                      | Кеве Йельм          | Королівський драматичний театр      |
| 1949 | Жінка                                      | «Тисяча днів Анни Болейн» Максвелл Андерсон                                                             | Улоф Муландер       | Королівський драматичний театр      |
| 1950 | Жінка в лахмітті                           | «Бранд» Генрік Ібсен                                                                                    | Альф Шёберг         | Королівський драматичний театр      |
| 1950 | Жозефіна, безумна із Конкорд               | «Безумна із Шайо» Жан Жироду                                                                            | Улоф Муландер       | Королівський драматичний театр      |
| 1950 | —                                          | «Ерік XIV» Август Стрінберг                                                                             | Альф Шёберг         | Королівський драматичний театр      |
| 1950 | Місс Феттерлінг, директор детячрнр будинку | En radiobragd (англ. Radio Rescue) Шарлотта Чорпеннінг                                                  | Арне Рагнеборн      | Королівський драматичний театр      |
| 1951 | Міссис Шелбі                               | «Хижина дяді Тома» по рому Гаррієт Бічер-Стоу                                                           | Карл-Хенрік Фант    | Королівський драматичний театр      |
| 1951 | Гранріс-Кайса                              | Amorina Карл Юнас Луве Альмквіст                                                                        | Альф Шёберг         | Королівський драматичний театр      |
| 1951 | Барбара, дружина селянина                  | Diamanten (нім. DiamantDiamant) Фрідріх Хеббель                                                         | Руне Карлстен       | Королівський драматичний театр      |
| 1951 | хор                                        | Simon trollkarlen Туре Сеттерхольм                                                                      | Арне Рагнеборн      | Королівський драматичний театр      |
| 1952 | Тільда Кнектабалья                         | De vises sten Пер Лагерквіст                                                                            | Альф Шёберг         | Королівський драматичний театр      |
| 1952 | Сестра                                     | Furierna (ісп. Las furias) Энріке Суарес де Деса                                                        | Арне Рагнеборн      | Королівський драматичний театр      |
| 1952 | Пекарша                                    | Harlekino och Harlekina Ельза Фішер                                                                     | Курт-Улоф Сундстрем | Королівський драматичний театр      |
| 1953 | Шейла Уендіс                               | «У випадку вбивства набирайте „М“» (швед. Slå nollan till polisenSlå nollan till polisen) Фредерік Норт | Кеве Йельм          | Міський театр Норркепінг-Лінкепінга |
| 1961 | Варя                                       | «Вишневий сад» Антон Чехов                                                                              | Бенгт Екерот        | Стокгольмський міський театр        |
| 1963 | Іда Мортемар                               | «Віктор, або Діти при владі» Роже Вітрак                                                                | Мімі Поллак         | Королівський драматичний театр      |
| 1963 | Анна Копецька, хазяйка трактиру «У чаші»   | Швейк в Другій світовій війні Бертольд Брехт                                                            | Альф Шеберг         | Королівський драматичний театр      |
| 1963 | Місіс Пічем                                | «Опера жебрака» Джон Гей                                                                                | Пер-Аксель Браннер  | Королівський драматичний театр      |
| 1964 | Лай                                        | «Три ножа з країни Вей» (швед. Tre knivar från WeiTre knivar från Wei) Гаррі Мартінсон                  | Інгмар Бергман      | Королівський драматичний театр      |
| 1964 | Вдова Куін                                 | «Удалий молодець — гірдість Заходу» Джон Міллінгтон Сінг                                                | Ларс-Ерік Лідхольм  | Королівський драматичний театр      |
| 1964 | —                                          | Å vilket härligt krig (англ. Oh, What a Lovely War!) Чарльз Чілтон                                      | Джекі Седерман      | Королівський драматичний театр      |
| 1965 | Матінка Кураж                              | «Матінка Кураж та її діти» Бертольд Брехт                                                               | Альф Шеберг         | Королівський драматичний театр      |
| 1965 | Королева Маргарита                         | «Івонна, принцеса Бургундська» Вітольд Гомбрович                                                        | Альф Шеберг         | Королівський драматичний театр      |
| 1966 | —                                          | «Сьогодні ми імпровізурємо» Луіджі Піранделло                                                           | Мімі Поллак         | Королівський драматичний театр      |
| 1967 | Барбара                                    | Flickan i Montreal Ларс Форсселль                                                                       | Джекі Седерман      | Королівський драматичний театр      |
| 1967 | Клер                                       | «Нестійка равновага» Едвард Олбі                                                                        | Бо Відерберг        | Королівський драматичний театр      |
| 1967 | Аліса                                      | «Пляска смерті» Август Стрінберг                                                                        | Ульф Пальме         | Королівський драматичний театр      |
| 1967 | Служанка Маска Перший гравець              | «Коли пройде п'ять років» Федеріко Гарсіа Лорка                                                         | Донья Фойер         | Королівський драматичний театр      |
| 1970 | Фру Вестерлунд                             | «Пепелище» Август Стрінберг                                                                             | Альф Шеберг         | Королівський драматичний театр      |
| 1971 | Сігне                                      | Sol, vad vill du mig? Біргер Норман                                                                     | Інгвар Чельсон      | Королівський драматичний театр      |
| 1971 | Доріна                                     | «Тартюф» Мольер                                                                                         | Мімі Поллак         | Королівський драматичний театр      |
| 1971 | —                                          | Modern Станіслав Ігнацій Віткевич                                                                       | Альф Шеберг         | Королівський драматичний театр      |
| 1972 | Гіна Экдал                                 | «Дика качка» Генрік Ібсен                                                                               | Інгмар Бергман      | Королівський драматичний театр      |
| 1974 | Агріпіна                                   | «Британік» Жан Расін                                                                                    | Ернст Гюнтер        | Королівський драматичний театр      |
| 1974 | Магделона                                  | Den jäktade (дан. Den stundesløseDen stundesløse) Людвіг Хольберг                                       | Хеннінг Морітцен    | Королівський драматичний театр      |
| 1975 | —                                          | Staden spelar upp! Карл Сеттерстрем                                                                     | Ларс Амбле          | Королівський драматичний театр      |
| 1977 | Сандвалль (LKAB)                           | Ranstadvalsen Ян Гійу и Гуннар Орландер                                                                 | Маргарета Бюстрем   | Королівський драматичний театр      |
| 1977 | Прасков'я Дроздова                         | «Біси» по роману Федора Достоєвського                                                                   | Ернст Гюнтер        | Королівський драматичний театр      |
| 1979 | Олександра Коллонтай                       | Kollontaj Агнета Плейель                                                                                | Альф Шеберг         | Королівський драматичний театр      |
| 1983 | Аліса                                      | «Пляска смерті» Август Стріберг                                                                         | Йеран Йентеле       | Королівський драматичний театр      |
| 1985 | Гертруда Стайн                             | Gertrude Stein, Gertrude Stein, Gertrude Stein Марті Мартін                                             | Брігітт Урнстейн    | Королівський драматичний театр      |
| 1987 | Барбро                                     | Titta det blöder Крістіна Лугн                                                                          | Стаффан Рос         | Королівський драматичний театр      |
| 1988 | Фру Христина, мати Улофа                   | Mäster Olof Август Стрінберг                                                                            | Леннарт Юльстрем    | Королівський драматичний театр      |
| 1991 | Карлотта О'Ніл                             | Och ge oss skuggorna Ларс Норен                                                                         | Бьёрн Меландер      | Королівський драматичний театр      |
| 1994 | Мумія                                      | «Соната привидів» Август Стрінберг                                                                      | Анджей Вайда        | Королівський драматичний театр      |
| 1995 | A                                          | «Три високі жінки» Едвард Олбі                                                                          | Бьёрн Меландер      | Королівський драматичний театр      |
| 1996 | Адель фон Ріпа                             | Fint folk Кент Андерссон                                                                                | Томмі Берггрен      | Королівський драматичний театр      |
| 1996 | Маротта                                    | «Смішні жеманниці» Мольер                                                                               | Томмі Берггрен      | Королівський драматичний театр      |
| 1997 | Марія                                      | Masterclass Теренс Макнеллі                                                                             | Бьёрн Меландер      | Королівський драматичний театр      |
| 1998 | Вінні                                      | «Щасливіе дні» Семюел Бекет                                                                             | Карл Дунер          | Королівський драматичний театр      |